# C. S. Giscombe
Cecil S. Giscombe, né en 1950 à Dayton (Ohio), est un poète, romancier, professeur d'université afro-américain,.

## Biographie
Après ses études primaires et secondaires à la Jane Addams Elementary School (Dayton) et à la Chaminade Juilienne High School de Dayton, Cecil S. Giscombe entre à l'université d'État de New York à Albany d'où il sortira avec son Bachelor of Arts, il poursuit ses études à l'université Cornell, où il obtient son Master of Fine Arts (mention poésie)  en 1975.
Il est boursier du National Endowment for the Arts en 1986.
Après avoir occupé divers emplois, Giscombe enseigne successivement dans plusieurs universités : l'université Cornell, l'université de Syracuse, l'université d'État de l'Illinois, et l'université d'État de Pennsylvanie.  Enfin, il accepte de rejoindre  l’université de Californie à Berkeley où il donne des cours de créativité littéraire depuis 2007.
Lorsqu'il est professeur à l'université Cornell, il devient l'un des rédacteurs de la revue Epoch Magazine.
Cecil S. Giscombe est régulièrement publié dans des divers magazines et revues littéraires, tels que Callaloo, Tupelo Quaterly, Chicago Review et Iowa Review.
En 2008, il est lauréat du American Book Award, catégorie poésie, pour son recueil Prairie Style paru la même année.

## Œuvre

### Recueils de poésie
- Postcards, Ithaca House , 1977
- At Large, St. Lazaire, 1989
- Here, Dalkey Archive Press, 1994[14]
- Giscome Road, Dalkey Archive Press, 1998
- Prairie Style, Dalkey Archive Press, 2008[15],[16]
- Ohio Railroads, Omnidawn, 2014[11]

### Proses
- Into and Out of Dislocation, North Point Press, 2000[17]
- Border Towns, Dalkey Archive Press, 2014

## Prix et distinctions
- Lauréat du Stephen Henderson Award de poésie
- Lauréat de l'American Book Award 2008[18], Prairie Style
- Lauréat du Carl Sandburg Award
- Boursier du National Endowment for the Arts, 1986[19]

### Articles et interviews
- Prairie Style: An interview with C.S. Giscombe, interview menée par Mark Nowak pour la revue Poetry, 2008[15]
- The simple fact of foxes, article de Jonathan Skinner pour la revue Jacket2, 2011[20]

### Documents audiovisuels
- Lunch poems, diffusé par la chaine UCTV[21] (University of California Television), 2013[22]
- Remise de l'American Book Award sur C-SPAN TV, 2012[23]
- Lectures, conversations, interviews sur le site PennSound de l'université de Pennsylvanie[24]